# Standerton
Standerton ist eine Stadt in der südafrikanischen Provinz Mpumalanga. Sie liegt in der Gemeinde Lekwa im Distrikt Gert Sibande. Standerton ist Sitz der Gemeinde Lekwa.

## Geographie
2011 hatte Standerton 43.966 Einwohner. Südwestlich des Stadtzentrums liegt das Township Sakhile, westlich das Township Azalea und nördlich das Township Meyerville.
Standerton liegt am Oberlauf des Vaal. Westlich der Stadt liegt der Hügel Standerskop. Der Grootdraai Dam ist ein Stausee des Vaal, der rund zehn Kilometer flussaufwärts östlich der Stadt liegt und ein Fassungsvermögen von 364 Millionen Kubikmetern hat.

## Geschichte
Standerton wurde 1878 auf dem Gelände der Farm Grootverlangen gegründet, deren Besitzer Adriaan Hendrik Stander hieß. Nach ihm sind die Stadt und der Hügel im Westen benannt.
Im Zweiten Burenkrieg belagerten die Buren drei Monate lang eine britische Garnison in Standerton. Der südafrikanische Premierminister Jan Smuts hatte hier seinen Parlamentssitz. Der Verlust des Sitzes 1948 besiegelte die Machtübernahme der Nasionale Party und die Einführung des Apartheid-Systems in Südafrika. 1982 wurde der Grootdraai Dam fertiggestellt.
2007 ließ die Bürgermeisterin der Gemeinde Lekwa, die dem African National Congress (ANC) angehörte, im Zentrum Standertons ein Denkmal zerstören, das an den Großen Treck der Buren erinnert hatte. Es kam zu landesweiten Protesten, in die sich auch Desmond Tutu im Sinne der Versöhnung einschaltete. Die Bürgermeisterin musste nach einem Gerichtsurteil die Kosten für die Wiederherstellung tragen. 2009 kam es in Sakhile zu schweren Ausschreitungen, in deren Folge die Bürgermeisterin zurücktrat.

## Wirtschaft und Verkehr
Standerton ist landwirtschaftliches Zentrum. Um die Stadt herum werden vor allem Viehwirtschaft und Maisanbau betrieben.
Die Stadt liegt an den Fernstraßen R23, R39 und R50 sowie an der Bahnstrecke Johannesburg–Durban. Eine Nebenbahn führt südwärts nach Vrede.
In der Nähe befindet sich der Flugplatz Standerton Airport, der nicht im Linienverkehr angeflogen wird. Er hat den ICAO-Code FASR.

## Persönlichkeiten
- Stoffel Botha (1929–1998), südafrikanischer Politiker
- Cythna Lindenberg Letty (1895–1985), Botanikerin und Illustratorin
- Marthinus Theunissen (1911–1983), Leichtathlet, geboren in Standerton